# Perania robusta
Perania robusta là một loài nhện trong họ Tetrablemmidae.
Loài này thuộc chi Perania. Perania robusta được Schwendinger miêu tả năm 1989.